# Hamanumida hesperus
Hamanumida hesperus är en fjärilsart som beskrevs av Fabricius 1793. Hamanumida hesperus ingår i släktet Hamanumida och familjen praktfjärilar. Inga underarter finns listade i Catalogue of Life.